# ملاكوهاوات
الملاكوهاوات (الاسم العلمي: Phaenicophaeinae) هي أسرة من الطيور تتبع فصيلة الواقواقية من الرتبة الوقواقيات.

## أجناس
- الملاكوهة
- الكوا